# Арцава

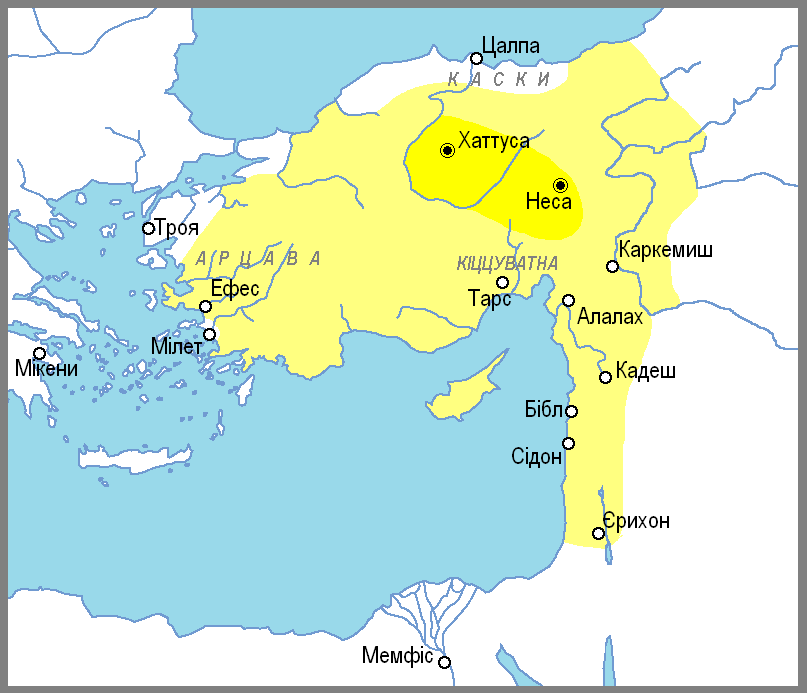
Арцава у складі Хеттської держави (близько 1320 р. до н. е.)

Арцава, або Арцавія — термін, що використовується в хеттських клинописних текстах для позначення значних частин західної та південно-західної Анатолії. Згодом, держава, що існувала в XVI — XIII ст. до н. е. у Західній Анатолії. Населення складалося переважно з лувійців, споріднених із лувійцями племен.

## Історія
Назва вперше з'являється в записах хеттського царя середини XVII ст. до н.е. Хаттусілі I, який здійснив короткий набіг на цей регіон. У наступні століття Арцава часто конфліктувала з хетами, і протягом першої половини XVI ст. до н.е. війська з Арцави окупували значну частину південно-західних територій Хатті. В цей період, володарі Арцави пітримували зв'язки з Хеттською державою та Єгиптом. Фараон Аменхотеп III написав царю Арцави на ім'я Тархунта-Раду, просячи вийти заміж за одну з його дочок як основу політичного союзу з його царством. Це було зроблено на передчасному припущенні, що царство Хатті закінчилося, і що цар Арцави стане новим повелителем регіону. Можливо, повне захоплення здійснив хетський цар Тудхалія II (бл. 1410 – 1380 до н. е.). Хеттський цар Суппілуліума I відновив свій суверенітет над територіями Хатті, вигнавши з них війська Арцава.Його син і другий наступник Мурсілі II здійснив подальші кампанії на території Арцави (бл. 1319 – 1318 рр. до н. е.) та встановив над нею безпосередній суверенітет хеттів. Пізніше хетти перетворили Арцаву на залежного від себе союзника, що мав сплачувати данину й надсилати своїх вояків та колісниці на допомогу хетському війську. Щоправда, за кілька років цар Арцави Уххациті повстав проти хеттів, і Мурсілі II змушений вдатися до каральних заходів. Вирішальна битва при Вальмі завершилася цілковитою перемогою хеттів, Ухацциті з нащадками втік до Греції, Мурсілі у 1330 р. до н. е. зайняв столицю Арцави — Апасу і зробив арцавським царем свого ставленика. Проте, після Мурсілі ІІ Арцава повернула собі незалежність і навіть приєднала до себе окремі хетські землі, а також Трою і Мілет. Арцава була знищена під час навали «народів моря» і майже всі її існуючі приморські міста були зруйновані. Згодом, на колишній території Арцави, виникли держави новоприбулих індоєвропейців із спорідненими, але іншими мовами: Фрігія, Лікія, Карія, Лідія та інші.

## Територія
Первісним ядром земель Арцави, ймовірно, було окреме королівство під назвою Арцава, яке зараз часто називають «Малою Арцавою». Простираючись углиб країни від центрального узбережжя Егейського моря, можливо, частково вздовж долини Меандерес, воно управлялося зі своєї столиці Апаси (суч. Аясулук), поблизу класичного Ефесу. Спочатку «Мала Арцава», можливо, здійснювала певну форму політичної чи військової гегемонії над усією Арцави. Згідно з «Анналами» Мурсілі ІІ, цар знищив і обезлюдив царство, ймовірно, передавши його територію сусідній країні Мірі. Ця земля разом з трьома іншими та колишньою «Малою Арцавою» становила групу з п'яти земель, до яких у хетських текстах іноді застосовується назва «Арцава». Інші три — це Земля річки Сеха, яка лежала на північ від Малої Арцави та включала острів Лесбос (хетський Лазпас) як залежну територію, Вілуса в регіоні, відомому в класичних текстах як Троада (Вілуса зараз зазвичай ототожнюється з гомерівським Іліосом/Троєю), та Хапалла, яка лежала вглиб країни, на захід від Солоного озера.

## Етнічний склад
Етнічно населення земель Арцави, ймовірно, мало переважно лувійське походження. Лувійці були однією з трьох груп індоєвропейських носіїв, які прибули до Анатолії в невизначений час, можливо, протягом ІІІ тис. до н.е., та розійшлися по різних її частинах. Деякі дослідники стверджували, що населення регіону стало переважно протокарійським (тобто предками пізніших карійців західної Анатолії), які склали там правлячу аристократію. Лувійська та «протокарійська» мови належать до індоєвропейської мовної сім'ї. Регіон, де розташовувалися землі Арцави, майже напевно містив домішки неіндоєвропейських груп населення, які населяли цей регіон задовго до прибуття туди індоєвропейських елементів.